# Безлюдний (прізвище)
Безлюдний — українське прізвище.

## Відомі носії
- Безлюдний Олександр Іванович (нар. 9 грудня 1955) — український науковець, педагог, ректор Уманського державного педагогічного університету імені Павла Тичини.